# Яблоново (Краснинский район)
Я́блоново — село Краснинского района Липецкой области. Центр Яблоновского сельсовета.
В документах 1620 года отмечено «село Нико́льское на Хмелевском Верху под Гущиным лесом» и деревня Я́блонова Поля́на. Название Никольское было дано по церкви. Вскоре оно слилось с деревней и в документах 1676 года уже отмечалось село Яблоново.
Поляна с дикими яблонями дала название сначала деревне, а затем и селу.
В Яблонове по-прежнему стоит Никольская церковь. А невдалеке — ближе к Дону — один из участков заповедника «Галичья Гора» («Плющань») на реке Плющанке.

## Население
| 1859 | 1897  | 2010 |
| ---- | ----- | ---- |
| 1034 | ↗1324 | ↘378 |